# Entoloma pseudoexcentricum
Entoloma pseudoexcentricum är en svampart som tillhör divisionen basidiesvampar, och som först beskrevs av Henri Romagnesi, och fick sitt nu gällande namn av Hanns Kreisel. Entoloma pseudoexcentricum ingår i släktet Entoloma, och familjen Entolomataceae. Arten har ej påträffats i Sverige.